# 沙朗孔 (德龙省)
沙朗孔（法語：Chalancon，法語發音：[ʃalɑ̃kɔ̃]）是法国德龙省的一个市镇，属于迪镇区。

## 地理
沙朗孔（44°30'34"N, 5°20'51"E）面积36 平方千米，位于法国奥弗涅-罗讷-阿尔卑斯大区德龙省，该省份为法国东南部内陆省份，北起顺时针与伊泽尔省、上阿尔卑斯省、上普罗旺斯阿尔卑斯省、沃克吕兹省和阿尔代什省接壤。
与沙朗孔接壤的市镇（或旧市镇、城区）包括：沃尔旺、阿尔纳永、居米亚讷、容谢尔、拉莫特沙朗孔、圣纳泽尔勒代塞尔。

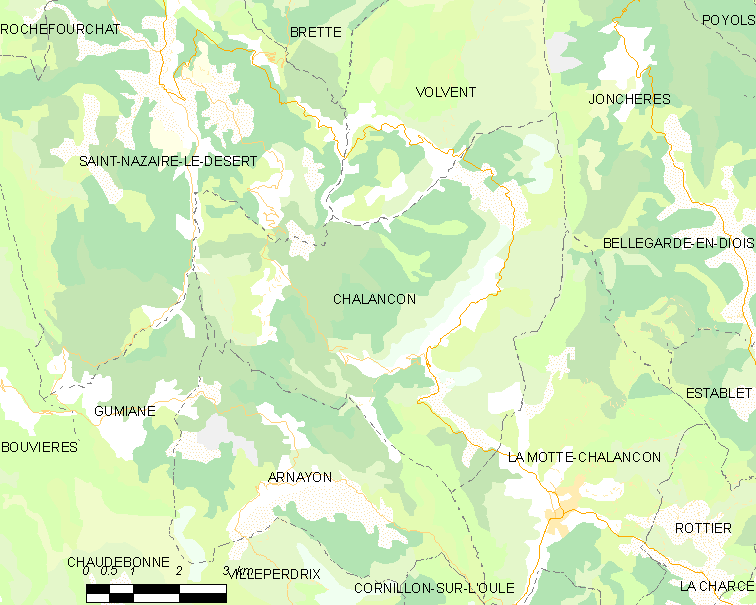
的OSM定位图

沙朗孔的时区为UTC+01:00、UTC+02:00（夏令时）。

## 行政
沙朗孔的邮政编码为26470，INSEE市镇编码为26067。

## 政治
沙朗孔所属的省级选区为迪瓦县。

## 人口

1962-2008年间人口变化图示

沙朗孔于2022年1月1日时的人口数量为59人。